# Hipperholme
Hipperholme är en by i distriktet Calderdale, i grevskapet West Yorkshire, i England. Byn är belägen 3 km från Halifax. Hipperholme var en civil parish från 1894 till 1937 då den blev en del av Brighouse. Denna civil parish hade 5 383 invånare år 1931. Hipperholme var ett distrikt från 1894 till 1937 då den blev en del av Brighouse. Byn nämndes i Domedagsboken (Domesday Book) år 1086, och kallades då Huperun.